# Kepler-46
Kepler-46 (auch KOI-872) ist ein Stern im Sternbild Leier, der etwa 2788 Lichtjahre von der Sonne entfernt ist. Ab 2009 durch das Weltraumteleskop Kepler beobachtet, besitzt er ein Planetensystem mit drei bekannten Exoplaneten. Ein weiterer wird vermutet. Kepler-46 hat eine etwas geringere Masse als die Sonne (rund 90 %), ist jedoch mit fast zehn Milliarden Jahren wesentlich älter.
Kepler-46 b (vorher KOI-872.01) wurde 2012 als erster Planet in dem System aufgrund detaillierter Analysen der Kepler-Daten entdeckt. Ein weiterer Planet, Kepler-46 c, wurde von einer Forschergruppe unter Verwendung von Kepler-Daten durch Variationen beim Planetentransit (Transit Timing) nachgewiesen. Obwohl hierdurch nur ein zusätzlicher Planet bestätigt werden konnte, bestand die Möglichkeit, dass noch ein weiterer Planet (KOI-872.03) existieren könnte. Nachfolgende Analysen erlaubten schließlich die Bestätigung dieses Planeten, der die Bezeichnung Kepler-46d erhielt.

## Planetensystem
Kepler-46 b ist wahrscheinlich ein Gasplanet mit annähernd der sechsfachen Masse des Jupiter. Der zweite Planet Kepler-46c war einer der ersten durch die Transit-Timing-Methode nachgewiesenen Exoplaneten. Die Entdeckung konnte mit 99%iger Sicherheit bestätigt werden und zeigte, dass auf diese Weise in Zukunft auch weitere Exoplaneten und möglicherweise Exomonde entdeckt werden könnten. Der zweite Planet wirkt mit seiner Gravitationskraft auf den ersten ein und umkreist seinen Zentralstern in nur 34 Tagen. Weitere Planeten würden die Umlaufzeit und damit die Dauer eines Transits vor dem Stern beeinflussen. Somit kann ein Planet nachgewiesen werden, selbst wenn er von der Erde aus gesehen nicht vor dem Stern vorüberzieht.
Den Daten zufolge ist Kepler-46 c ein Objekt von annähernd der Masse des Saturn mit einer Umlaufzeit von 57 Tagen. Da er selbst kein Transitplanet ist, kann seine Größe nicht ermittelt werden. Möglicherweise entspricht sie der von Kepler-46 b. Die Messergebnisse legen außerdem die Existenz eines weiteren Planeten mit einer Umlaufzeit von etwa 6,8 Tagen nahe.
Die Entdeckung von Kepler-46 c ähnelt der des Planeten Neptun im Sonnensystem. In beiden Fällen wurde der Planet durch seinen Gravitationseinfluss auf einen bereits bekannten Planeten nachgewiesen.
| Planet (nach Entfernung vom Stern) | Entdeckung (Jahr) | Radius (in R♃)    | Masse (in M♃)     | Umlaufzeit (in Tagen)    | Große Halbachse (in AE) | Exzentrizität | Bahnneigung (in °) |
| ---------------------------------- | ----------------- | ----------------- | ----------------- | ------------------------ | ----------------------- | ------------- | ------------------ |
| Kepler-46d                         | 2014              | 0,146 ± 0,082     | —                 | 6,766589 ± 0,000022      | 0,067                   | —             | —                  |
| Kepler-46b                         | 2012              | 0,808+0,042−0,043 | <6                | 33,60134+0,00021−0,00020 | 0,1968+0,0029−0,0028    | 0,01 ± 0,01   | 89,038+0,075−0,067 |
| Kepler-46c                         | 2012              | 0,146 ± 0,082     | 0,376+0,021−0,019 | 57,011+0,051−0,061       | 0,2799+0,051−0,061      | 0,0146        | 87,4+1,6−1,0       |